# Баран (остров)
Бара́н — остров на северо-востоке Охотского моря в южной части залива Шелихова в Магаданской области. Входит в состав Ямских островов.

## География
Расположен примерно в 6,2 километрах восточнее полуострова Пьягина и залива Удача. В 3,2 километрах западнее находится ещё один остров из Ямских — Катемалью. Высадка на остров практически невозможна.
Наибольшая высота — 193 метра. Глубины прилегающей акватории — 58—65 метров.
На острове гнездится около 2000 пар глупышей, 2000 пар моевок, 20 000 пар толстоклювых и тонкоклювых кайр. Входит в состав Ямского участка Магаданского заповедника.